# Blue Wave Harmony
Il Blue Wave Harmony è un traghetto merci di proprietà della Blue Wave.

## Servizio
Varato il 20 aprile 1991 nel cantiere navale Schichau Seebeckwerft AG di Bremerhaven con il nome di European Seaway e consegnato il 2 ottobre successivo alla P&O Ferries, prende servizio a partire dal 7 ottobre sul collegamento merci tra Dover e Zeebrugge.
Dal 16 dicembre 2002 viene trasferito sulla Dover-Calais. 
Dal 1° gennaio al 10 giugno 2004 viene disarmato a Falmouth, successivamente viene trasferito nel cantiere navale A&B di Birkenhead, tornando in servizio il 3 gennaio 2005.
Dal 14 al 16 febbraio 2005 opera sulla Zeebrugge-Dover e successivamente torna ad operare tra Dover e Calais.

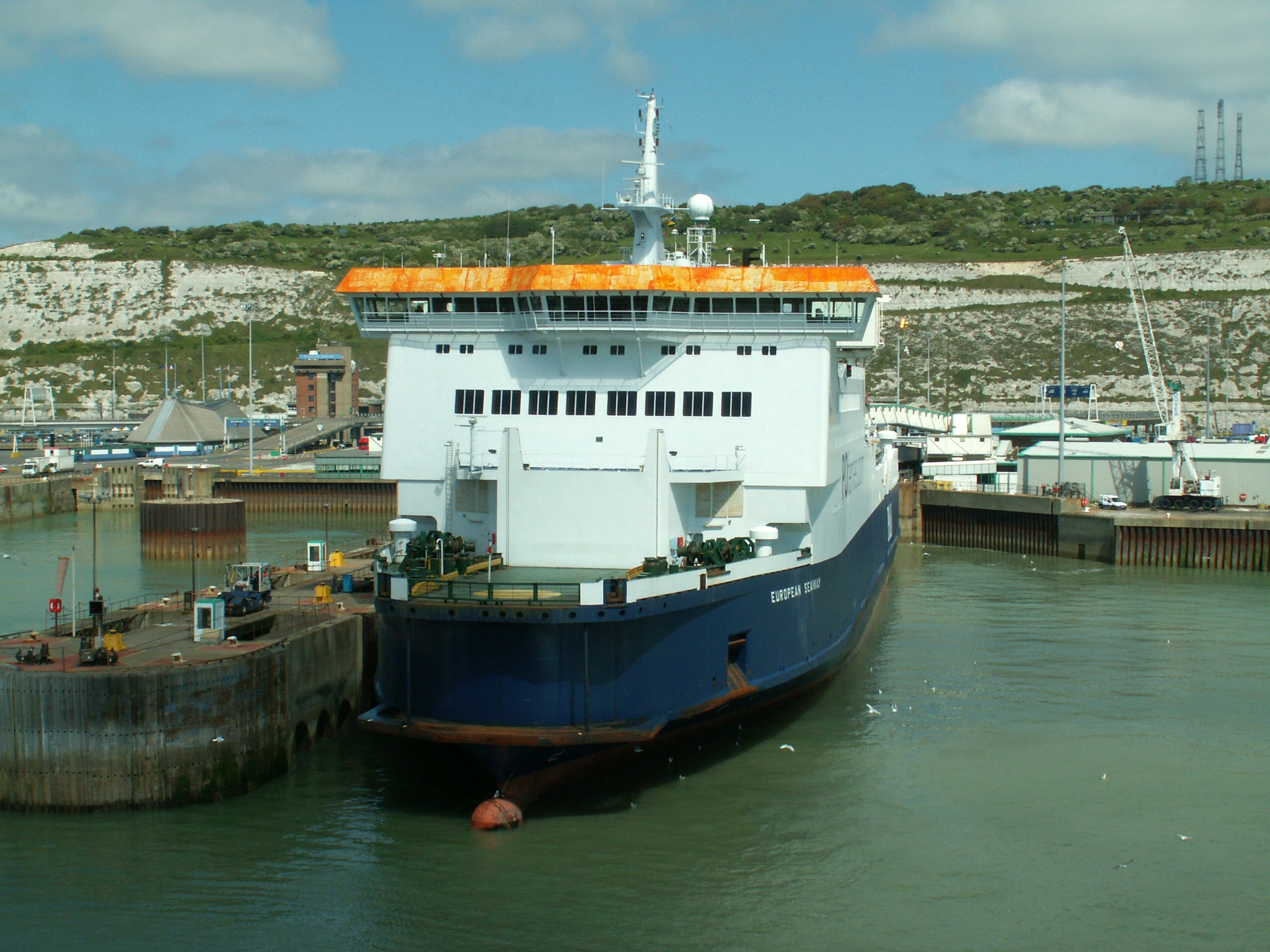
L'European Seaway ormeggiato a Calais nel 2006.

Dall'8 marzo 18 ottobre 2012 viene noleggiato alla Centrica Renewable Energy e, dopo aver svolto i propedeutici lavori di adeguamento presso Dunkerque, viene utilizzato come hotel galleggiante per i lavoratori impiegati nella costruzione delle turbine eoliche off-shore nei pressi di Skegness. Dal 22 ottobre torna regolarmente in servizio.
Dal 4 aprile 2013 al 18 agosto 2014 viene disarmato a Tilbury.
Da agosto 2014 al 4 marzo 2015 viene noleggiato ed impiegato di nuovo come hotel galleggiante per i lavoratori impiegati nella costruzione delle turbine eoliche off-shore nei pressi di Helgoland.
Dal 20 luglio 2015 torna in servizio sulla Dover-Calais.
Dal 5 maggio all'11 giugno 2017 viene impiegato sulla Larne-Cairnryan. Successivamente torna sulla rotta tra Dover e Calais. 
Il 26 agosto 2019 scoppia un incendio nella sala macchine del traghetto, che, parzialmente danneggiato, viene rimorchiato da Dunkerque al cantiere di Danzica, dove viene riparato. 
Tornato nella Manica il 23 dicembre 2019, tuttavia non tornerà mai in servizio per P&O, venendo trasferito di porto in porto fino al 21 dicembre 2021, quando ne viene annunciata la cessione alla Sea Lines.
Ribattezzato Sea Anatolia il 27 dicembre, viene rimorchiato dal rimorchiatore Centaurus a Yalova, dove viene ristrutturato. Successivamente viene trasferito a Tuzla.
Il 6 aprile 2023 viene venduto alla Blue Wave e ribattezzato Blue Wave Harmony.
Salpato il 25 aprile 2023 da Haydarpasa, inizia ad operare nel mediterraneo come traghetto merci.
L'8 giugno 2023, dopo una breve sosta tecnica nel porto di Livorno, salpa per El Salvador, dove giunge nell'agosto successivo.
Dal 10 agosto all'11 novembre 2023 viene impiegato sulla Puerto La Unión-Puerto Caldara.
Considerato troppo poco redditizzio, il collegamento viene interrotto ed il Blue Wave Harmony fa ritorno in Europa, tornando ad operare nel mediterraneo a partire dal 18 marzo 2024.

## Navi gemelle
- Pride Of Kent
- Pride Of Canterbury
- Pride Of Burgundy